# Jodła sycylijska
Jodła sycylijska (Abies nebrodensis) – jodła pochodzącą z gór Madonie w północnej Sycylii. Jest to średniej wielkości, wiecznie zielone drzewo iglaste dorastające do 15–25 m wysokości i średnicy pnia do 1 m. Występuje na wysokościach 1400 – 1600 m n.p.m. W wyniku wylesiania jest ono obecnie niezwykle rzadkie; żyje tylko 30 dojrzałych drzew. Programy przesadzania odnoszą ograniczone sukcesy z powodu wypasu zwierząt gospodarskich należących do lokalnych rolników. Jest sklasyfikowana przez Czerwoną Listę IUCN jako krytycznie zagrożona. Mimo ukorzenienia się w pobliżu tych drzew niektórych sadzonek, jest zbyt wcześnie, aby sugerować jakiekolwiek zmiany w obecnym statusie ochrony.

## Morfologia
Igły są spłaszczone, mierzą 1,5–2,5 cm długości i 2 mm szerokości, błyszczące i ciemnozielone z góry, a z dołu występują dwa zielono-białe pasy szparkowe. Czubek igły jest tępy i posiada karbowaną końcówkę (Spiczasty koniec występuje sporadycznie, głównie na wysoko położonych pędach starszych drzew). Szyszki mają długość 10–16 cm i szerokość 4 cm, posiadają około 150 łusek, każda z wysuniętą wypustką i dwoma skrzydlatymi nasionami; rozpadają się, gdy są dojrzałe, uwalniając nasiona.